# 2001: ملحمة الفضاء (موسيقى تصويرية)
2001: A Space Odyssey هو ألبوم صوتي لفيلم يحمل نفس العنوان، صدر عام 1968. يشتهر الصوت باستخدامه للعديد من المقطوعات الكلاسيكية والأوركسترالية، ويُنسب إليه الفضل في إعادة ظهور العديد من المقطوعات الكلاسيكية، مثل يوهان شتراوس الثاني من عام 1866 الدانوب الأزرق الفالس، وقصيدة ريتشارد شتراوس السمفونية، أيضًا زرادشت (مستوحى من كتابات فريدريش نيتشه)، وموسيقى جيورجي ليجيتي، اتموسفير. أعيد إصدار الموسيقى التصويرية عدة مرات، بما في ذلك نسخة معدلة رقميًا في عام 1996.

## خلفية فنية
منذ وقت مبكر جدًا من الإنتاج، قرر كوبريك أنه يريد أن يكون الفيلم في الأساس تجربة غير لفظية  لا تعتمد على التقنيات التقليدية للسينما السردية، والتي تلعب فيها الموسيقى دورًا حيويًا في إثارة أمزجة معينة. تظهر إما قبل السطر الأول من الحوار أو بعد السطر الأخير. وتكاد لا تسمع أي موسيقى أثناء أي مشاهد بها حوار.
يتميز الفيلم باستخدامه المبتكر للموسيقى الكلاسيكية المأخوذة من التسجيلات التجارية الحالية. عادة ما تكون معظم الأفلام طويلة في تلك الفترة والآن مصحوبة بمقاطع أو أغانٍ مكتوبة خصيصًا لها بواسطة ملحنين محترفين. في المراحل الأولى من الإنتاج، كلف كوبريك العمل لملحن هوليوود أليكس نورث، الذي كتب الموسيقى التصويرية ل سبارتاكوس ودكتور سترينجلوف. ومع ذلك، خلال مرحلة ما بعد الإنتاج، اختار كوبريك التخلي عن موسيقى نورث لصالح القطع الكلاسيكية المألوفة التي اختارها سابقًا كـ «مقطوعات إرشادية» للموسيقى التصويرية. لم يعرف نورث بتخليه عن الموسيقى إلا بعد أن شاهد العرض الأول للفيلم.
كما شارك في تسجيل الفيلم المؤلف الموسيقي فرانك كورديل. ذكر كورديل في المقابلات أن النتيجة ستتكون أساسًا من ترتيبات أعمال غوستاف مالر. لا تزال هذه الموسيقى غير منشورة. مثل موسيقى نورث، وتم تسجيل عمل كورديل في استوديوهات Anvil ، Denham التي قد هدمت الآن.
يُذكر موسيقى ملحمة الفضاء 2001 خصوصًا لاستخدامه قطعًا من أشهر موسيقى الفالس ليوهان شتراوس الثاني، نهر الدانوب الأزرق، أثناء عمليات إرساء المحطة الفضائية الممتدة وتسلسل الهبوط على سطح القمر. هذه هي نتيجة الارتباط الذي أقامه كوبريك بين حركة دوران الأقمار الصناعية وراقصات الفالس. كما أنها تستفيد من الافتتاحية من قصيدة ريتشارد شتراوس أيضًا سبراشت زرادشت  التي يؤديها أوركسترا فيينا الفيلهارمونية بقيادة هربرت فون كاراجان. قد يكون استخدام زرادشت لشتراوس إشارة إلى موضوع الاستعاضة عن البشرية في نهاية المطاف من قبل الزائرين (Übermensch) في عمل نيتشه هكذا تكلم زرادشت. يُسمع صوت أداجيو من جيان من جناح جيان باليه لآرام خاتشوريان خلال الأقسام التي تقدم بومان وبول على متن الاكتشاف، مما ينقل مشهدا حزينا نوعا ما.
بالإضافة إلى التراكيب المهيبة والتقليدية إلى حد ما من قبل اثنين من Strausses و Khachaturian، استخدم كوبريك أربعة مؤلفات حديثة للغاية من قبل جيورجي ليجيتي الذي استخدم micropolyphony ، واستخدام الحبال المتنافرة التي تتحرك ببطء. كانت هذه التقنية رائدة في Atmosphères ، قطعة ليجي الوحيدة التي سمعت بالكامل في الفيلم. أعجب ليجي بفيلم كوبريك، ولكن بالإضافة إلى غضبه من فشل كوبريك في الحصول على إذن مباشرة منه، فقد شعر بالإهانة لعدم استخدام موسيقاه وبدلا عن ذلك شاركه الملحنان يوهان شتراوس الثاني وريتشارد شتراوس.
العديد من النسخ غير الإنجليزية للفيلم لا تستخدم أغنية «ديزي». في الموسيقى التصويرية الفرنسية، يغني HAL الأغنية الشعبية الفرنسية "Au clair de la lune" أثناء انقطاع الاتصال. في النسخة الألمانية، يغني HAL أغنية الأطفال "Hänschen klein" ("Little Johnny") [16] وفي النسخة الإيطالية، يغني HAL "Giro giro tondo" (Ring a Ring o 'Roses).
تم اختيار تسجيل للملحن البريطاني للموسيقى الخفيفة سيدني تورتش "Off Beat Moods Part 1" من قبل كوبريك كموضوع لبرنامج بي بي سي الإخباري الخيالي "The World Tonight" الذي شوهد على متن ديسكفري.
في 25 يونيو 2010، افتتحت نسخة من الفيلم إعيد صياغتها خصيصًا بواسطة Warner Bros، بدون موسيقى تصويرية، احتفالا بالذكرى السنوية الخمسين للجمعية الملكية في Southbank Center بالتعاون مع المعهد البريطاني للأفلام. تم عزف النوتة على الهواء مباشرة بواسطة أوركسترا وجوقة فيلهارمونيا. [19] لقد أصبح هذا حدثًا متكررًا في قاعة الاحتفالات الملكية بمركز ساوث بانك، مع عروض متكررة في عام 2011 وفي 2 أكتوبر 2016. وقد عزفت أوركسترا لندن الفيلهارمونية هذين العرضين اللاحقين وغنتهما اوكسترا Philharmonia Orchestra، وكان الأخير جزءًا من برنامج أكثر عمومية لأحداث مماثلة بعنوان «نتائج الفيلم مباشرة».
في 14 يونيو 2013، تم تقديم عرض متكرر للفيلم برفقة أوركسترا حية وجوقة في قاعة السمفونية في برمنغهام، برفقة اوكسترا Philharmonia Orchestra بقيادة بنيامين والفيش جنبًا إلى جنب مع جوقة Ex Cathedra.
عرض الفيلم برفقة الأوركسترا الحية والجوقة لأول مرة في الولايات المتحدة في 18 أغسطس 2015، في هوليوود باول، كاليفورنيا، برفقة لوس أنجلوس فيلهارمونيك بقيادة براد لوبمان مع جوقة لوس أنجلوس ماستر كورال.

## الموسيقى
يُذكر عام 2001 خصوصًا لاستخدام الموضوع الافتتاحي من قصيدة ريتشارد شتراوس أيضًا sprach Zarathustra (تُترجم عادةً باسم «هكذا تكلم زرادشت» أو «هكذا تكلم زرادشت» \ . يتم استخدام الموضوع في بداية الفيلم وفي نهايته. لا يُنسى أيضًا في الفيلم استخدامه لأجزاء من الفالس الأكثر شهرة ليوهان ستراوس الثاني، (على نهر الدانوب الأزرق الجميل)، أثناء رسو المحطة الفضائية الممتدة.
بالإضافة إلى التراكيب المهيبة والتقليدية إلى حد ما من قبل اثنين من شتراوس وآرام خاتشوريان، استخدم كوبريك أربعة مؤلفات حداثية للغاية من قبل جيورجي ليجيتي الذي استخدم ال micropolyphony، واستخدام الحبال المتنافرة التي تتغير ببطء بمرور الوقت.
تعمل قطع ريتشارد ويوهان شتراوس ومعبد جيورجي ليجيتي (قسم كيري) كزخارف متكررة في قصة الفيلم. سمع ريتشارد شتراوس أيضًا سبراخ زرادشت لأول مرة في العنوان الافتتاحي الذي يقارن بين الشمس والأرض والقمر. وسمعها لاحقًا عندما يتعلم القرد لأول مرة استخدام الأداة، وعندما يتحول بومان إلى طقم نجم في نهاية الفيلم. وهكذا، يعمل زرادشت كقفل لبداية الفيلم ونهايته، وكدافع يدل على التحولات التطورية، أولاً من القرد إلى الإنسان، ثم من الإنسان إلى طقم النجم. هذه القطعة مستوحاة في الأصل من كتاب الفيلسوف نيتشه الذي يحمل نفس الاسم والذي يلمح بإيجاز إلى علاقة القرد بالإنسان والإنسان بسوبرمان. يظهر نهر الدانوب الأزرق في تسلسلَي سفر فضائيين معقدَين وممتدَّين بالإضافة إلى الاعتمادات الختامية. أولها هو التسلسل المشهور خصوصًا لطائرة الفضاء PanAm التي ترسو في محطة الفضاء V V. الأول هو مواجهته مع القردة قبل اكتشاف القرد المصحوب بزرادشت للأداة. والثاني هو اكتشاف المونليث على القمر، والثالث هو نهج بومان تجاهه حول المشتري قبل دخوله إلى بوابة النجوم. هذا التسلسل الأخير مع قداس الموتى به حركة أكثر بكثير من الأولين، وهو ينتقل مباشرة إلى الموسيقى من Ligeti's Atmosphères الذي يُسمع عندما يدخل بومان بالفعل في بوابة النجوم. لم يتم سماع أي موسيقى خلال المظهر النهائي الأقصر بكثير للمونليث في غرفة نوم ديف بومان السماوية التي تسبق مباشرة تحول زرادشت المصاحب لـ بومان إلى طقم نجم. يتم سماع مقتطف أقصر من Atmosphères خلال المقدمة قبل الاعتمادات واستراحة الفيلم، والتي ليست في جميع نسخ الفيلم. تُسمع أغنية "Gayaneh's Adagio" من باليه غاياني ل Aram Khatchaturian خلال المقاطع التي تقدم بومان وبول على متن ديسكفري، وهي تعكس نوعًا ما من العزلة والحزن. الموسيقى الأخرى المستخدمة هي Lux Aeterna من Ligeti وشكل غُيّر إلكترونيًا من Aventures، وتم استخدام آخرها أيضًا بدون إذن Ligeti ولم يتم سردها في اعتمادات الفيلم.
منذ الفيلم، تم أيضًا استخدام sprach Zarathustra في العديد من السياقات الأخرى. اُستُخدم من قبل BBC و CTV في كندا كموسيقى موضوع تمهيدية لتغطيتهم التلفزيونية لبعثات أبولو الفضائية، بالإضافة إلى موسيقى دخول المسرح لأعمال متعددة بما في ذلك إلفيس بريسلي في وقت لاحق من حياته المهنية (1971-1977). تم أيضًا تأليف متغيرات موسيقى الجاز والروك للموضوع، وأكثرها شهرة هو ترتيب عام 1972 بواسطة Eumir Deodato (المستخدم نفسه في فيلم 1979 Being There). تم استخدام كل من Zarathustra و The Blue Danube في العديد من المحاكاة الساخرة للفيلم نفسه وقصص الخيال العلمي / الرحلات الفضائية عمومًا. كما تم استخدام فيلم Daisy Bell من HAL بشكل متكرر في صناعة الكوميديا للإشارة إلى كل من البشر والآلات في مرحلة متقدمة من الجنون.

## إصدار الألبوم
لم يتضمن الإصدار الأولي لألبوم الموسيقى التصويرية MGM أيًا من المواد من العرض المعدَّل وغير المعتمد لـ "Aventures"، واستخدم تسجيلًا مختلفًا لـ "Sprach Zarathustra" عن ذلك الذي سمع في الفيلم، ومقتطفًا أطول من "Lux Aeterna" من ذلك في الفيلم. حققت الموسيقى التصويرية نجاحًا تجاريًا، حيث وصلت إلى المركز 24 في Billboard 200، وحصلت على شهادة RIAA الذهبية لما يزيد عن 500000 نسخة.
في عام 1996، أصدرت Turner Entertainment / Rhino Records مقطعًا صوتيًا جديدًا على قرص مضغوط يتضمن مادة من "Aventures" وأعاد نسخة "Zarathustra" المستخدمة في الفيلم، واستخدمت النسخة الأقصر من "Lux Aeterna" من الفيلم. ك «مسارات إضافية» في النهاية، يتضمن هذا القرص المضغوط نسخ "Zarathustra" و "Lux Aeterna" على الموسيقى التصويرية القديمة MGM، وأداء غير متغير لـ "Aventures"، وتجميعًا مدته تسع دقائق لكل حوار من الفلم.
لا تسرد اعتمادات الموسيقى النهائية قائدا وأوركسترا لـ «سبراخ زرادشت» أيضًا. أراد ستانلي كوبريك إصدار Herbert von Karajan / Vienna Philharmonic على English Decca للموسيقى التصويرية للفيلم، لكن المديرين التنفيذيين في Decca لم يرغبوا في «إضعاف» تسجيلهم من خلال الارتباط بالفيلم، ولذا فقد منحوا الإذن بشرط ألا يكون قائد الأوركسترا والقائد. اسم الشيء. بعد الإصدار الناجح للفيلم، حاول ديكا تصحيح خطأه بإعادة إصدار التسجيل بعلامة "As Heard in 2001" المطبوعة على غلاف الألبوم. يروي جون كولشو الحادثة في «وضع الأسطوانة في نصابها» (1981)... في غضون ذلك، أصدرت MGM «الموسيقى التصويرية الرسمية» ل.ب مع برلين فيلهارمونيك كارل بوم «أيضًا سبراش زاراشترا» لتحل محل نسخة فون كاراجان.

## نتائج غير مستخدمة
في المراحل الأولى من الإنتاج، كلف كوبريك بالفعل الحصول على نتيجة لعام 2001 من ملحن هوليوود الشهير أليكس نورث، الذي الف الموسيقى التصويرية لسبارتاكوس ودكتور سترينجلوف. ومع ذلك، خلال مرحلة ما بعد الإنتاج، اختار كوبريك التخلي عن موسيقى الشمال لصالح القطع الموسيقية الكلاسيكية المألوفة الآن والتي اختارها سابقًا كـ «مقطوعات إرشادية» للموسيقى التصويرية. لم يعرف الشمال بالتخلي عن النتيجة حتى شاهد العرض الأول للفيلم. [5]
في مارس 1966، أصبحت MGM قلقة بشأن تقدم عام 2001 وقام كوبريك بتجميع عرض بكرة من اللقطات للموسيقى التصويرية المخصصة للتسجيلات الكلاسيكية. كان رؤساء الاستوديو سعداء بالنتائج وقرر كوبريك استخدام هذه «المقطوعات الإرشادية» كموسيقى تصويرية نهائية للموسيقى، وتخلى عن عمل نورث.
في مقابلة مع ميشيل سيمنت، أوضح كوبريك:
مهما كان أفضل مؤلفي الأفلام لدينا جيدًا، فهم ليسوا بيتهوفن أو موزارت أو برامز. لماذا نستخدم موسيقى أقل جودة عندما يكون هناك عدد كبير من موسيقى الأوركسترا العظيمة المتاحة من الماضي ومن زماننا؟ عندما تقوم بتحرير فيلم، من المفيد جدًا أن تكون قادرًا على تجربة مقطوعات موسيقية مختلفة لترى كيف تعمل مع المشهد ومع مزيد من الاهتمام والتفكير، يمكن أن تصبح هذه المقطوعات المؤقتة النتيجة النهائية. [32]